# Hilfeleistungslöschfahrzeug (Österreich)
Das Hilfeleistungslöschfahrzeug (kurz: HLF) ist ein in Österreich bei zwei Berufsfeuerwehren verwendetes, taktisches Löschfahrzeug. Es ist eine Weiterentwicklung des Rüstlöschfahrzeuges, wie es bei den Freiwillige Feuerwehren österreichweit eingesetzt wird. Auch dieses Fahrzeug ist eine Kombination aus Tanklöschfahrzeug und Rüstfahrzeug. 
Das HLF ist sehr ähnlich dem deutschen Hilfeleistungslöschgruppenfahrzeug (HLF), das erst 1993 eingeführt wurde.
2011 führte der Landesfeuerwehrverband Niederösterreich vier neue Fahrzeugtypen mit der Bezeichnung HLF 1-4 ein. Dort steht die Abkürzung für Hilfeleistungsfahrzeug und entspricht verschiedenen aktuellen Typen von KLF bis GTLF. 2014 wurde diese Typeneinteilung auf HLF 1-3 und HLF 1W geändert, die Bezeichnung blieb aber bei Hilfeleistungsfahrzeug.
Kurz darauf wurden auch in der Steiermark neue Fahrzeuge von HLF bis HLF 4 für die Freiwilligen Feuerwehren eingeführt. Gleich wie in Niederösterreich tragen auch diese die offizielle Bezeichnung Hilfeleistungsfahrzeug und sind nicht mit den HLFs der Berufsfeuerwehren identisch.

## Aufgaben
Da das Hilfeleistungslöschfahrzeug sowohl für den technischen als auch für den Brandeinsatz ausgerüstet ist, kommt dieses Fahrzeug bei den meisten Einsätzen zur Verwendung. Die Berufsfeuerwehr Graz verfügt für diese Aufgabe nur mehr über Fahrzeuge dieses Typs, die Berufsfeuerwehr Wien verwendet diesen Typ seit 2011 und ersetzt ihre Rüstlöschfahrzeuge.

## Geschichte
Bei der Berufsfeuerwehr Graz wurden 1984 spezielle Typen entwickelt, die nach Hamburger Vorbild ausgestattet wurden und die Bezeichnung Hilfeleistungslöschfahrzeug (HLF) erhielten. In Hamburg heißt der Typ auch HLF, bedeutet aber Hamburger Löschfahrzeug. Zusammen mit der Fa. Rosenbauer wurden damals zwei Versionen auf Steyr 791 entwickelt: das HLF mit einem Modul zur technischen Hilfeleistung (unter anderem mit Stromaggregat sowie hydraulischem Rettungssatz einschließlich Schneidgerät und Spreizer) und das Universallöschfahrzeug (ULF) mit einem Sonderlöschmittelmodul (Halon, Glutbrandlöscher, Schaummittel, Trockenlöscher). Durch die Modulbauweise konnte das ULF in ein HLF umgebaut werden. Freiwillige Feuerwehren, die gebrauchte Fahrzeuge dieses Typs übernahmen, bezeichnen sie hingegen wieder als TLFA-2000.

## Technik

### Hilfeleistungslöschfahrzeug 2000-200 (Graz)
Dieses Fahrzeug hat eine Pumpenleistung 2400 Liter bei 10 bar, einen pneumatischen Lichtmast und einen Wasserwerfer für 1300 Liter/min bei 7 bar. Die Zahlen geben die Tankmengen an: 2000 Liter Wasser und 200 Liter Schaum.

### Hilfeleistungslöschfahrzeug 3000-300 (Graz)
Seit 1998 erfolgte in Graz die Umstellung auf diesen verbesserten Typ. Der Tankinhalt wurde erhöht: 3000 l Wasser, 300 l Schaum, die Kreiselpumpe hat eine Leistung von 2400 l/min bei 8 bar, der Wasserwerfer schafft 1350 l/min bei 65 m Wurfweite. Ausgerüstet ist dieser Typ mit einer dreiteiligen Schiebeleiter 14 m, Stromaggregat 5 kVA, Bergeschere und Lichtmast. Ob ein so großer Tank bei einer so guten Wasserversorgung und ein Automatikgetriebe notwendig sind, stellte der Stadtrechnungshof 2011 in Frage, als die zweite Generation dieses Typs angeschafft wurde. Diese Wassermenge soll jedoch einen kleineren Einsatz ohne Schlauchlegen ermöglichen. Die Automatik erlaubt es dem Fahrer, sich voll auf die Straße zu konzentrieren.

### Hilfeleistungslöschfahrzeug 1200-100 (Wien und Graz)
Während man in Graz den Wassertank auf 3000 l vergrößerte, führte Wien 2011 das erste HLF mit nur 1200 Litern Wasser und 100 Litern Schaum ein. Die gute Wasserversorgung der Stadt macht dies möglich. Es gibt eine Normaldruckpumpe N10 in der Mitte des Fahrzeuges mit einer Leistung von 1.500 l/min bei 10 bar. Anders als die Grazer HLF hat dieses auch eine Seilwinde. Im September 2015 erhielt auch die Grazer Berufsfeuerwehr zwei Fahrzeuge dieses Typs, weil sich dieser für die Innenstadt besser eignet.

## Bilder

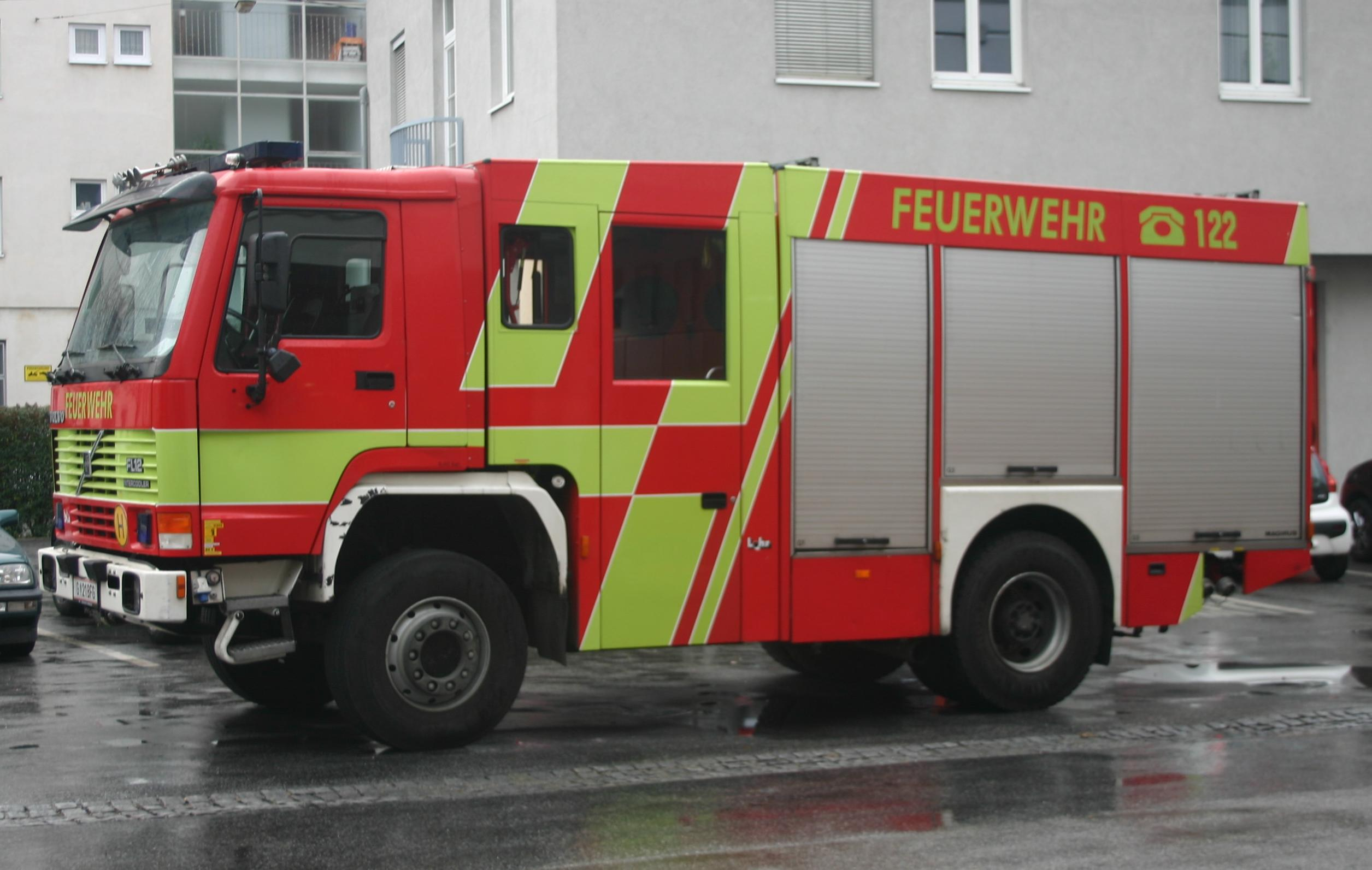
HLF-3000 der Berufsfeuerwehr Graz Baujahr 1998
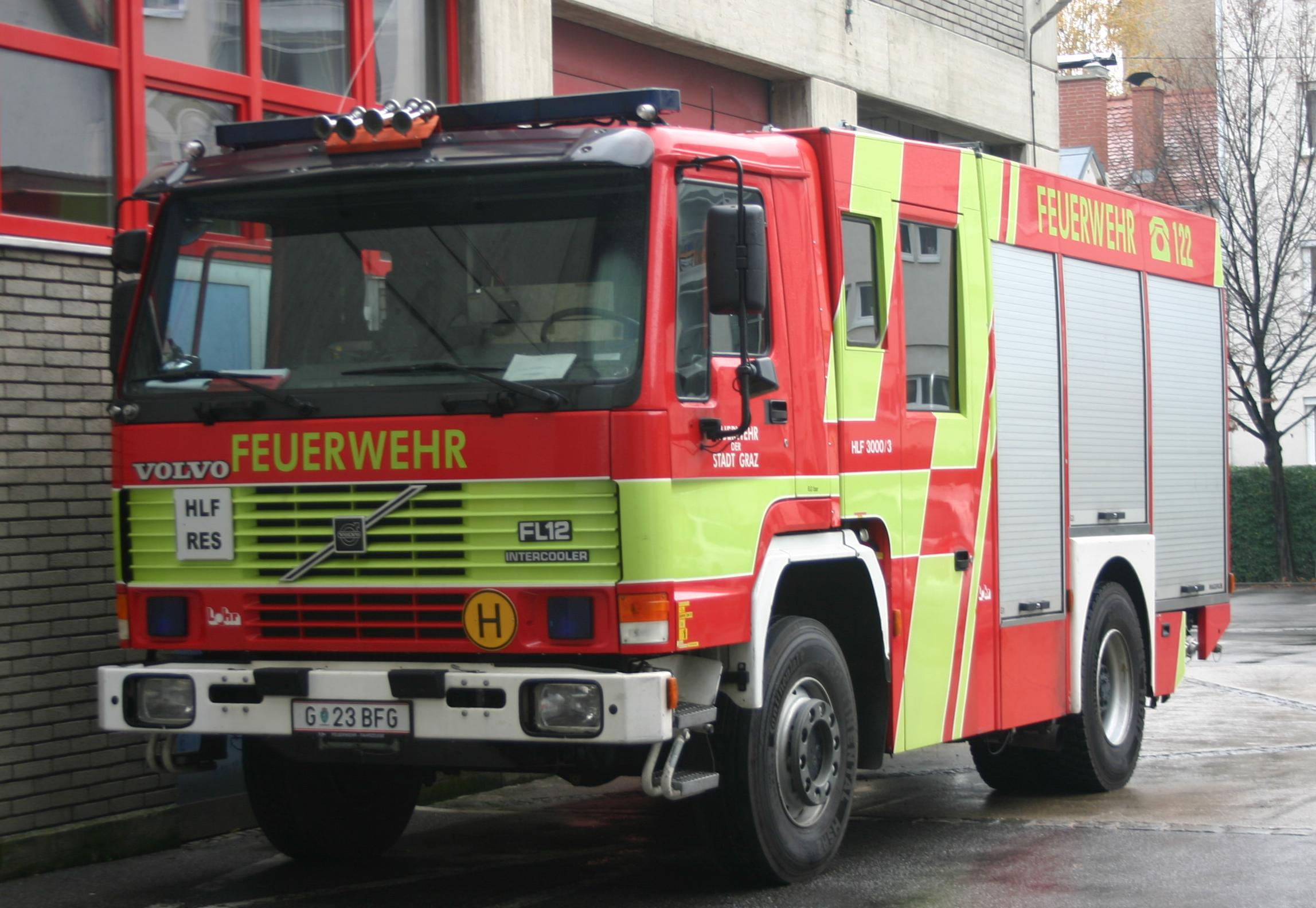
HLF-3000 der Berufsfeuerwehr Graz Baujahr 1998
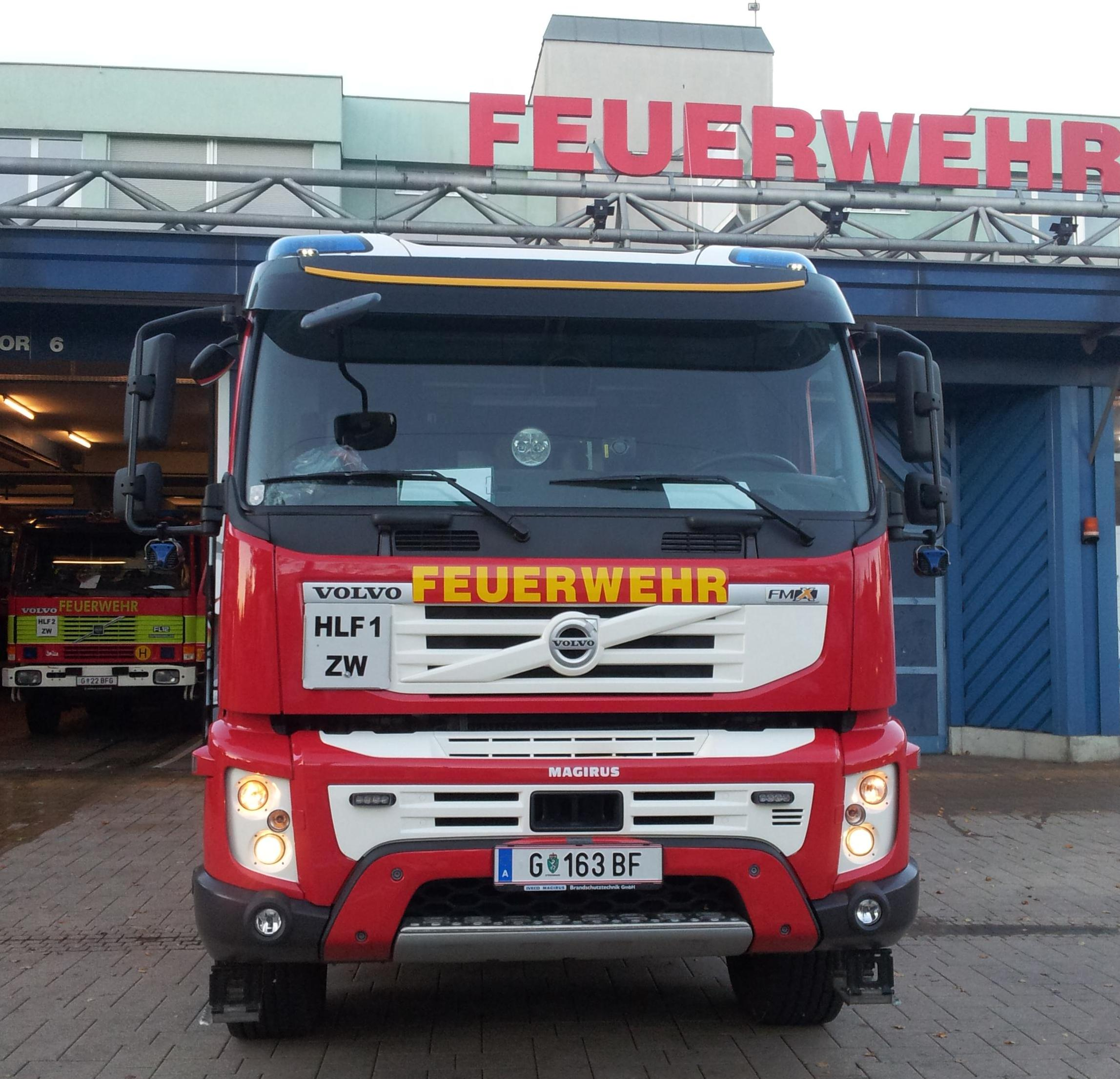
Neues HLFA-3000 der Berufsfeuerwehr Graz, das A steht für Allrad
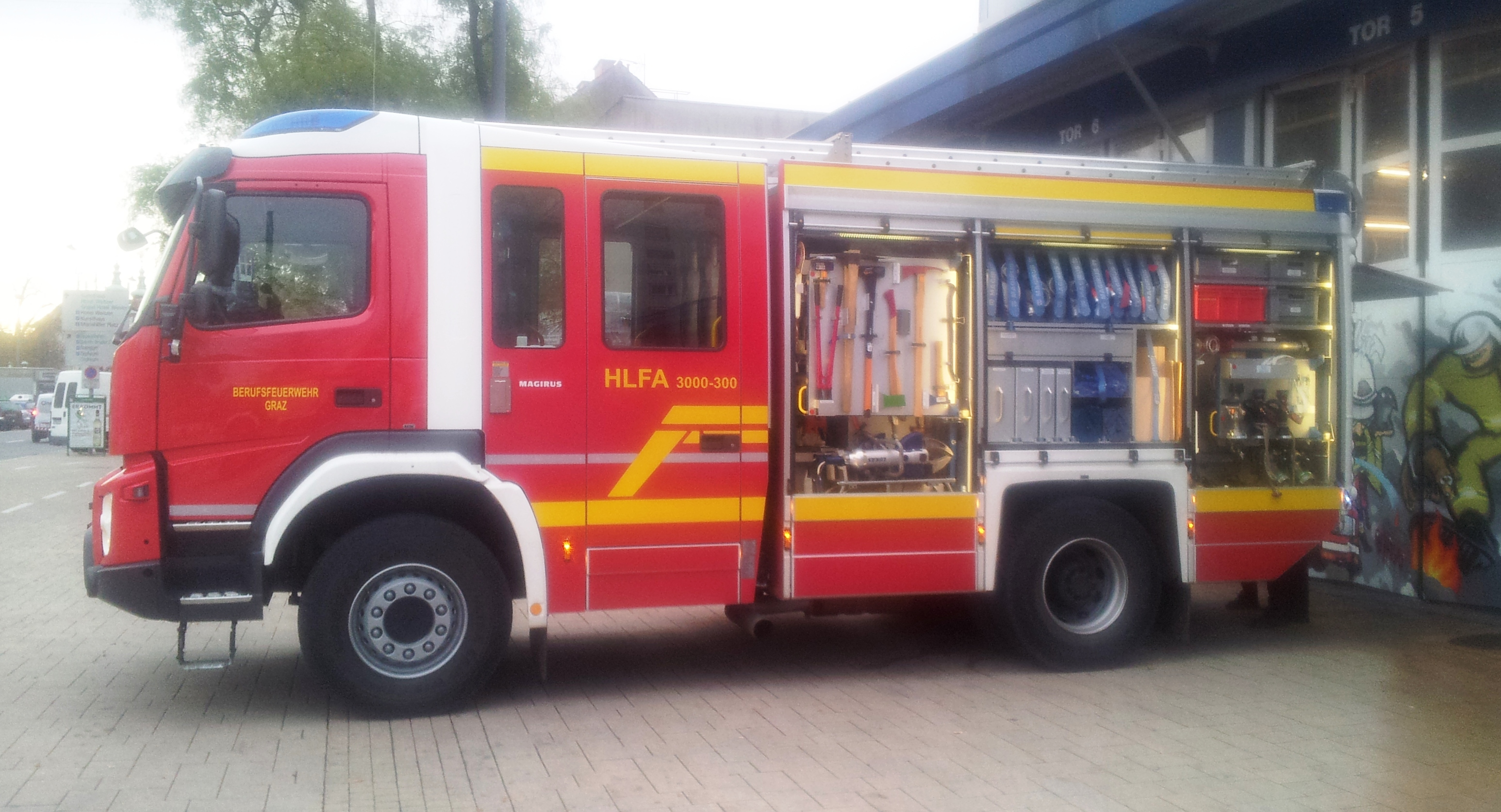
HLFA-3000 der Berufsfeuerwehr Graz auf Volvo
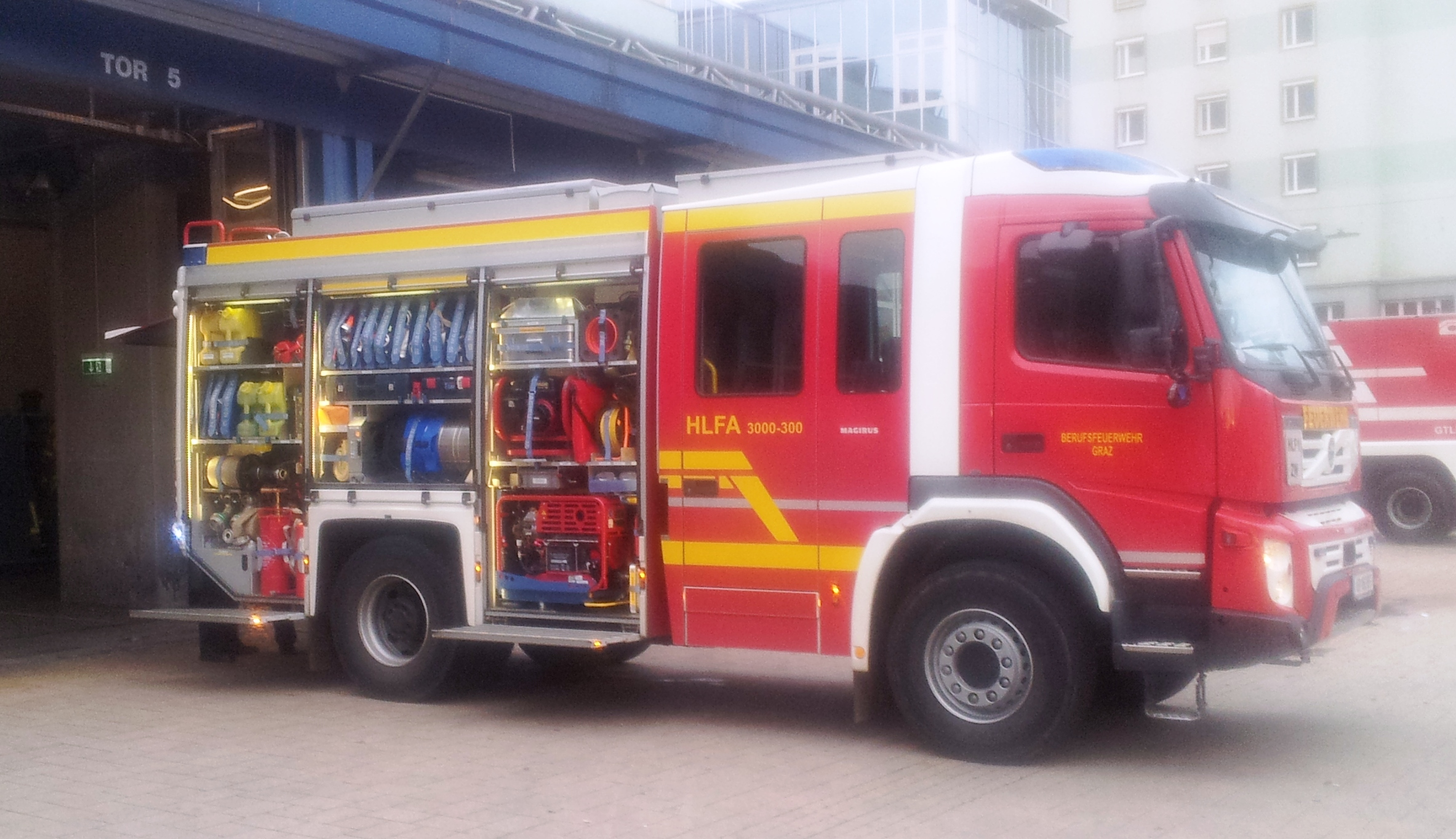
HLFA-3000 der Berufsfeuerwehr Graz auf Volvo
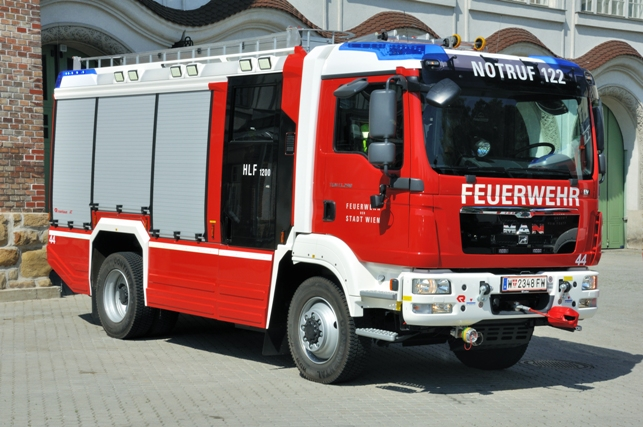
HLF-1200 der Berufsfeuerwehr Wien auf MAN
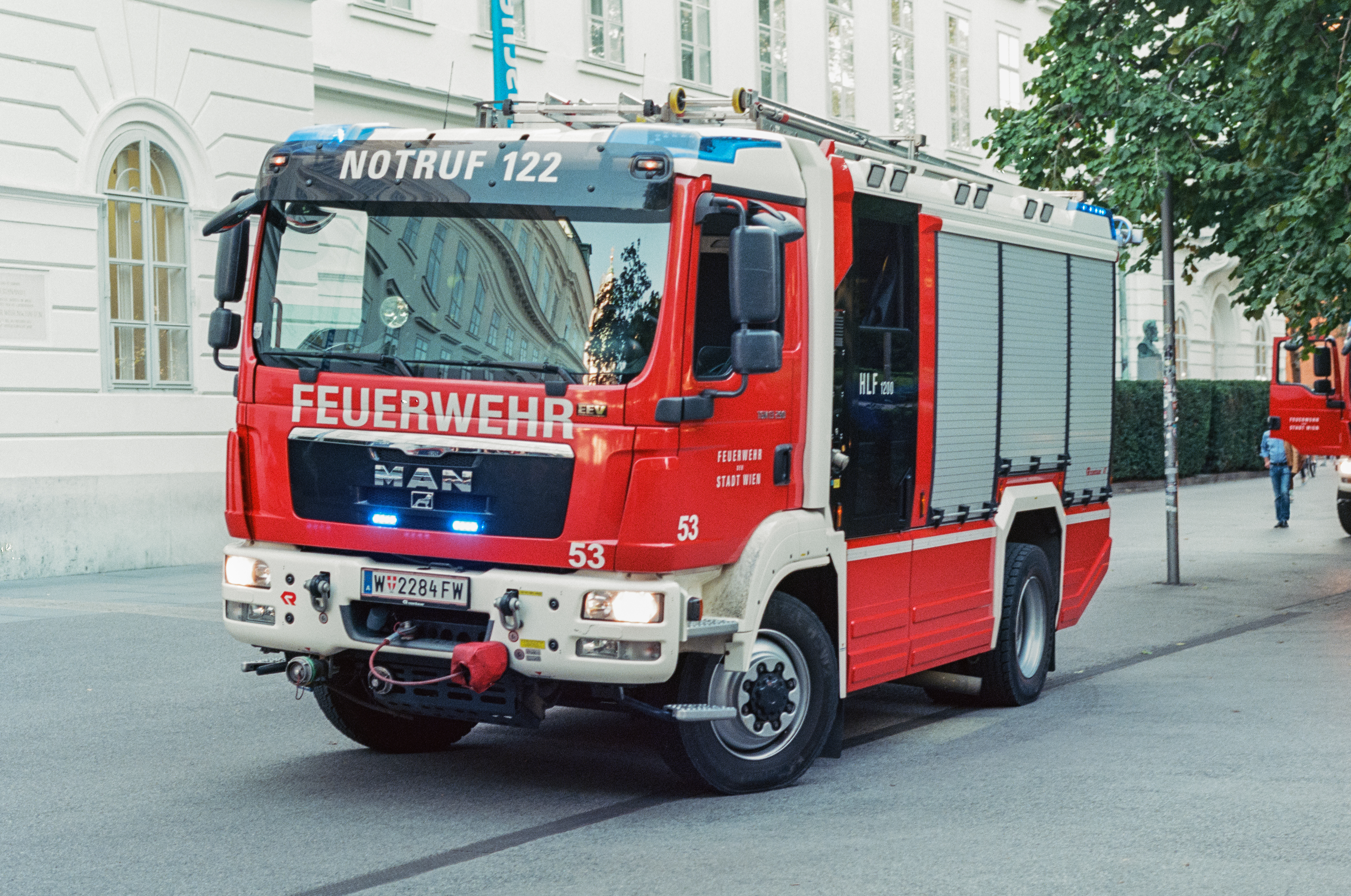
HLF-1200 der Berufsfeuerwehr Wien auf Fahrgestell MAN TGM 13.290
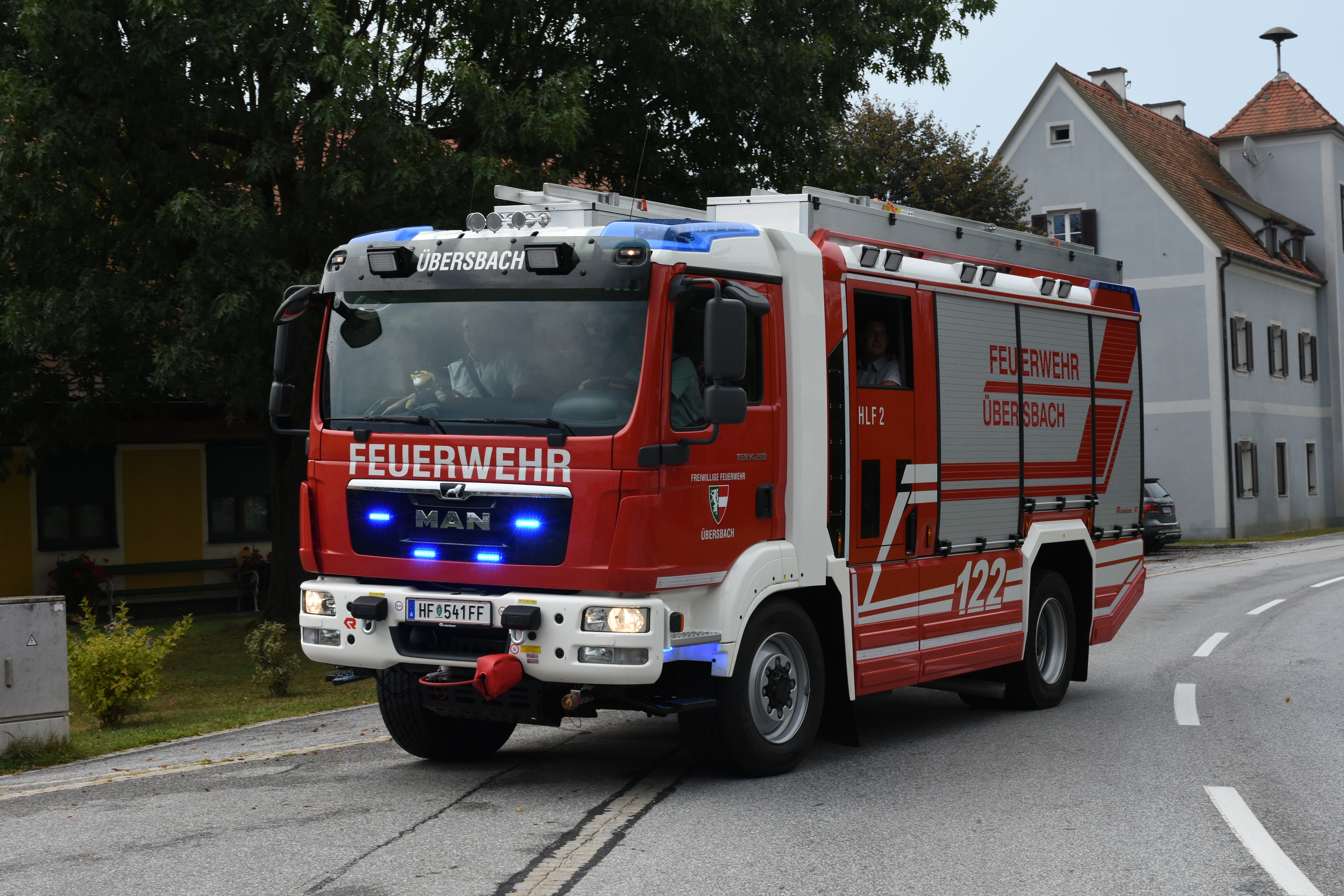
HLF 2 auf MAN